# Хосе Мугерса
Хосе Мугерса Анитуа (Еибар, 15. септембар 1911.  — Мексико, 23. октобар 1980.) био је фудбалер баскијског порекла, који је играо на позицији везног играча.

## Каријера
Каријеру је започео у садашњем Еибару 1927. пре него што је 1929. прешао у Атлетик Билбао где је остао до 1937. године, освајајући Ла Лигу и Куп краља по четири пута. У сезони 1938—39. играо је за клуб Депортиво Еускади у лиги Примера Фуерса у Мексику, након чега се придружио клубу Еспања такође у Мексику.
Од 1952. до 1953. био је тренер фудбалског клуба Монтереј.

## Репрезентација
Мугерса је одиграо 9 утакмица за репрезентацију Шпаније између 1930. и 1936. године, укључујући учешће на Светском првенству у фудбалу 1934. године. Године 1937, током Шпанског грађанског рата, изабран је за турнеју баскијске репрезентације по Европи, која је предузета да би скренула пажњу на рат у Шпанији. Када су Баскију заузеле фашистичке снаге, тим је отпутовао у Америку где су наставили своју турнеју, играјући последњи меч турнеје у јуну 1939. Мугерса је укупно одиграо 43 утакмице за репрезентацију Баскије.

## Додатне информације
Године 1949. отворио је радњу за продају кошуља у Мексико Ситију.